# Павликівці
Павли́ківці — село в Україні, у Війтовецькій селищній територіальній громаді Хмельницького району Хмельницької області. Населення становить 369 осіб.

## Історія
Власником села був Миколай Гербурт, який віддав його в заставу Себастьяну Ґралєвскому та Анні Людзіцкій. Близько 1615 р. його син Ян підтвердив заставу.
7 (20) листопада 1917 року, відповідно до Третього Універсалу Української Центральної Ради, увійшло до складу Української Народної Республіки.
У листопаді 2016 парафія Свято-Введенського храму УАПЦ перейшла до УПЦ КП.

## Населення

### Мова
Розподіл населення за рідною мовою за даними перепису 2001 року:
| Мова       | Відсоток |
| ---------- | -------- |
| українська | 98,64 %  |
| російська  | 1,36 %   |

## Галерея

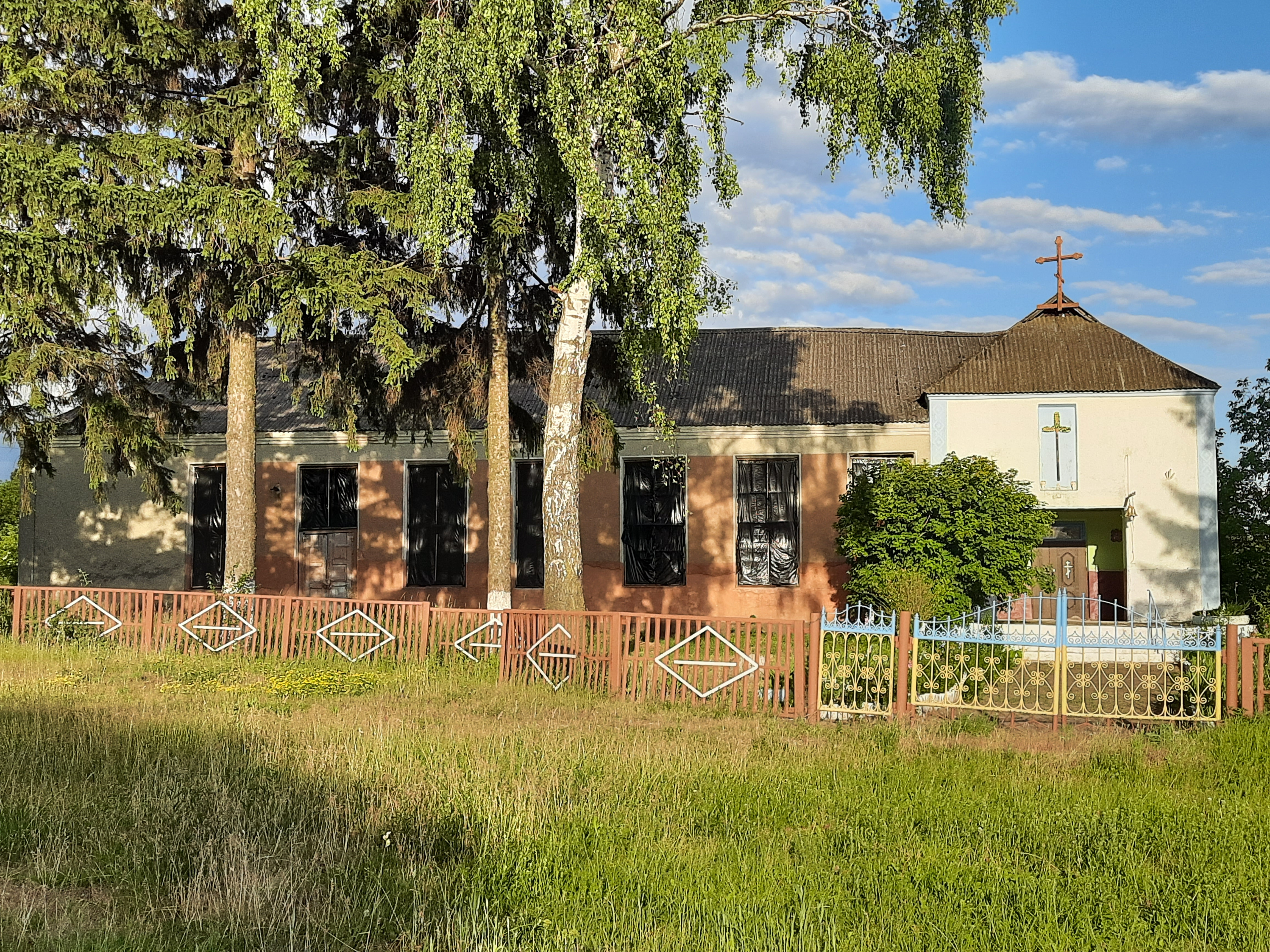
Свято-Введенська церква
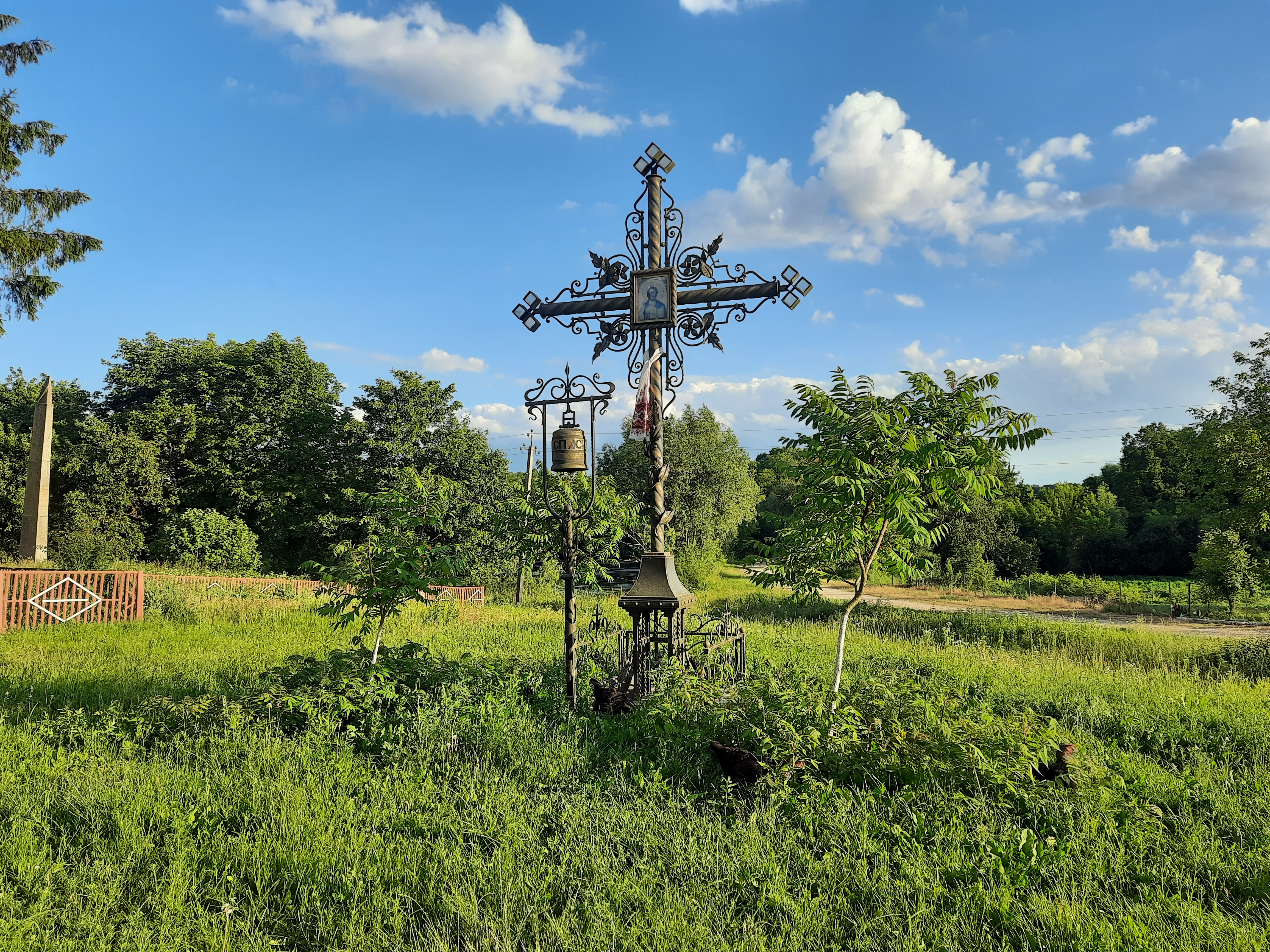
Пам'ятний хрест
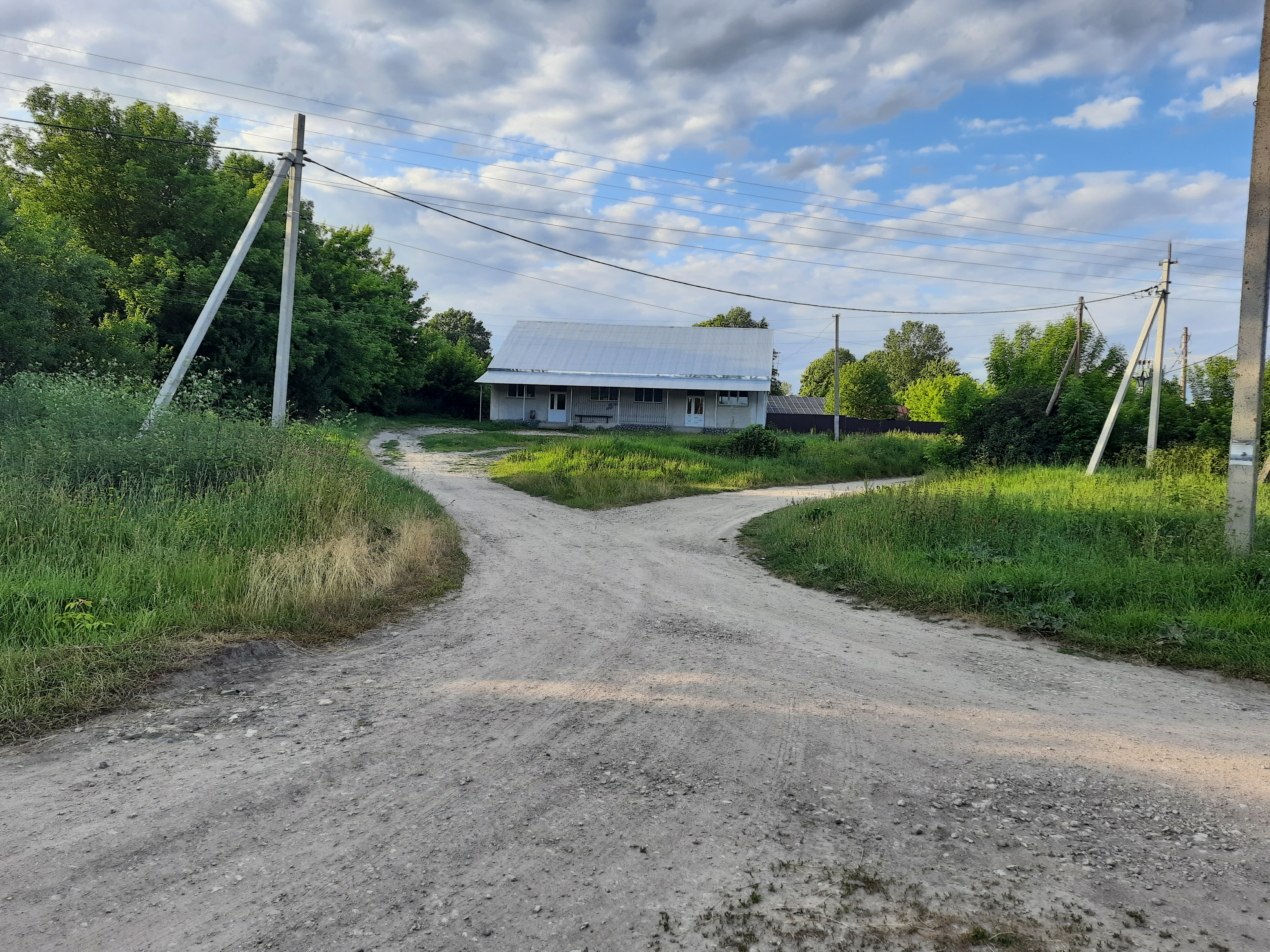
Крамниця
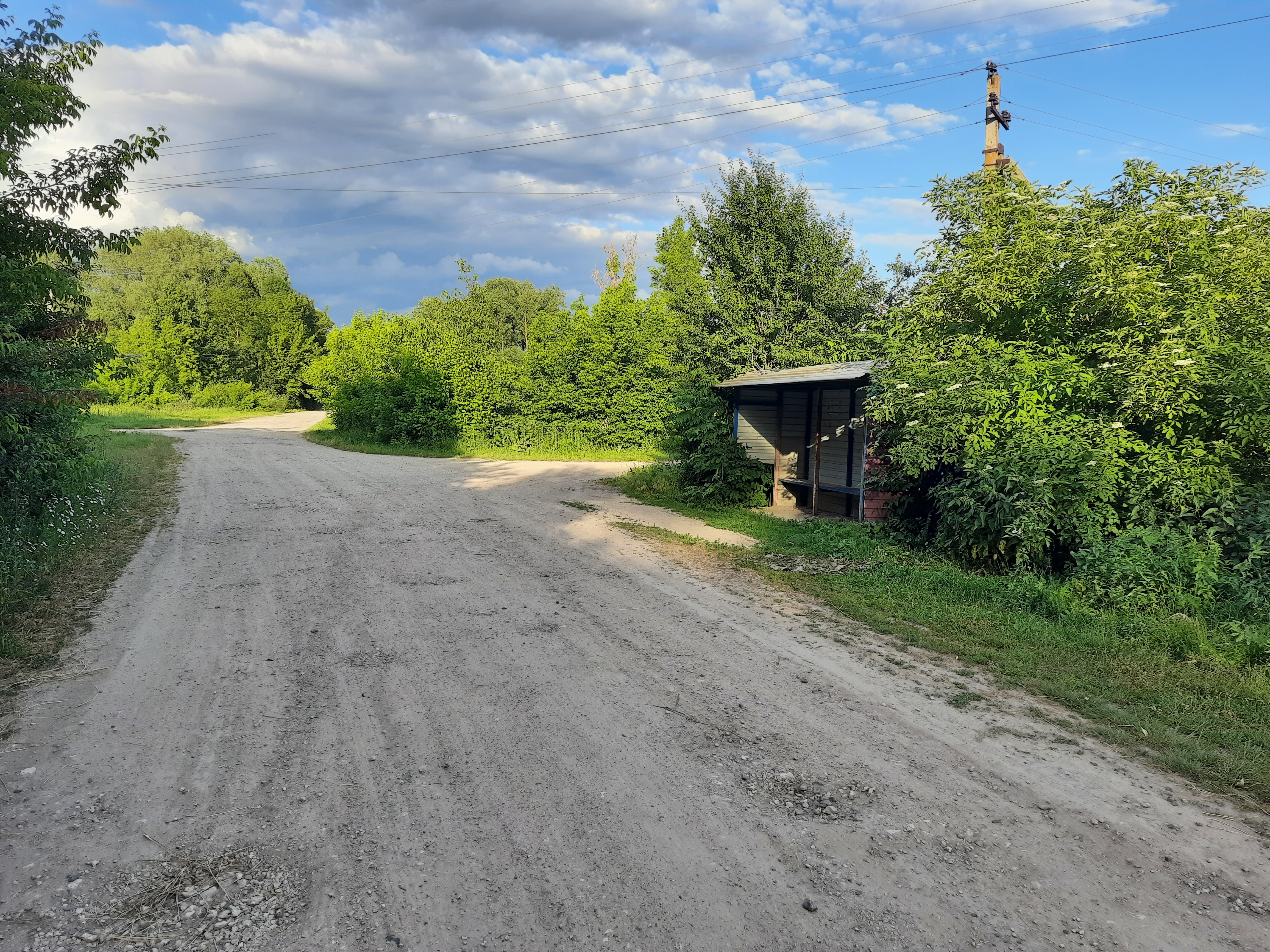
Автобусна зупинка
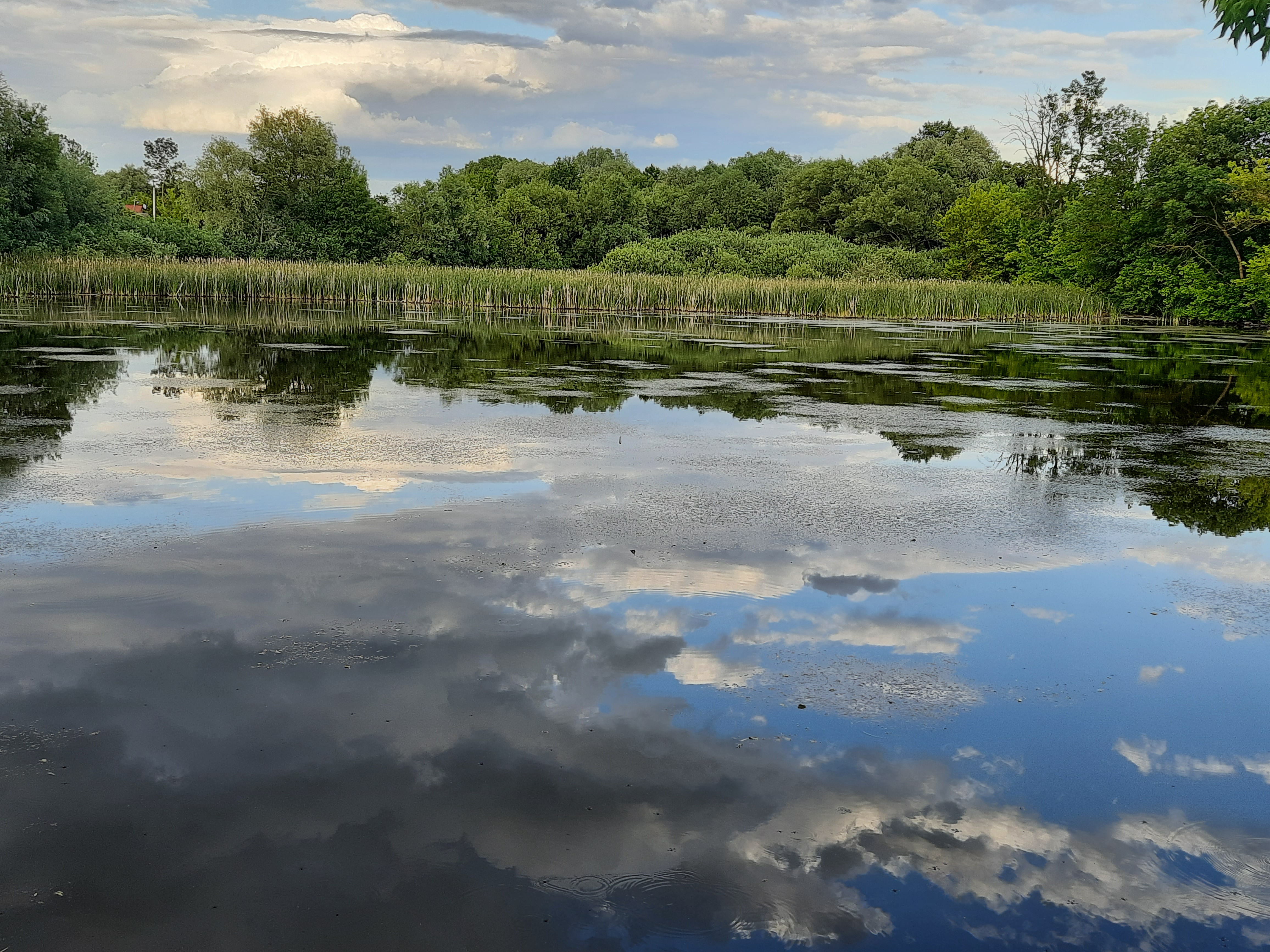
Став біля села
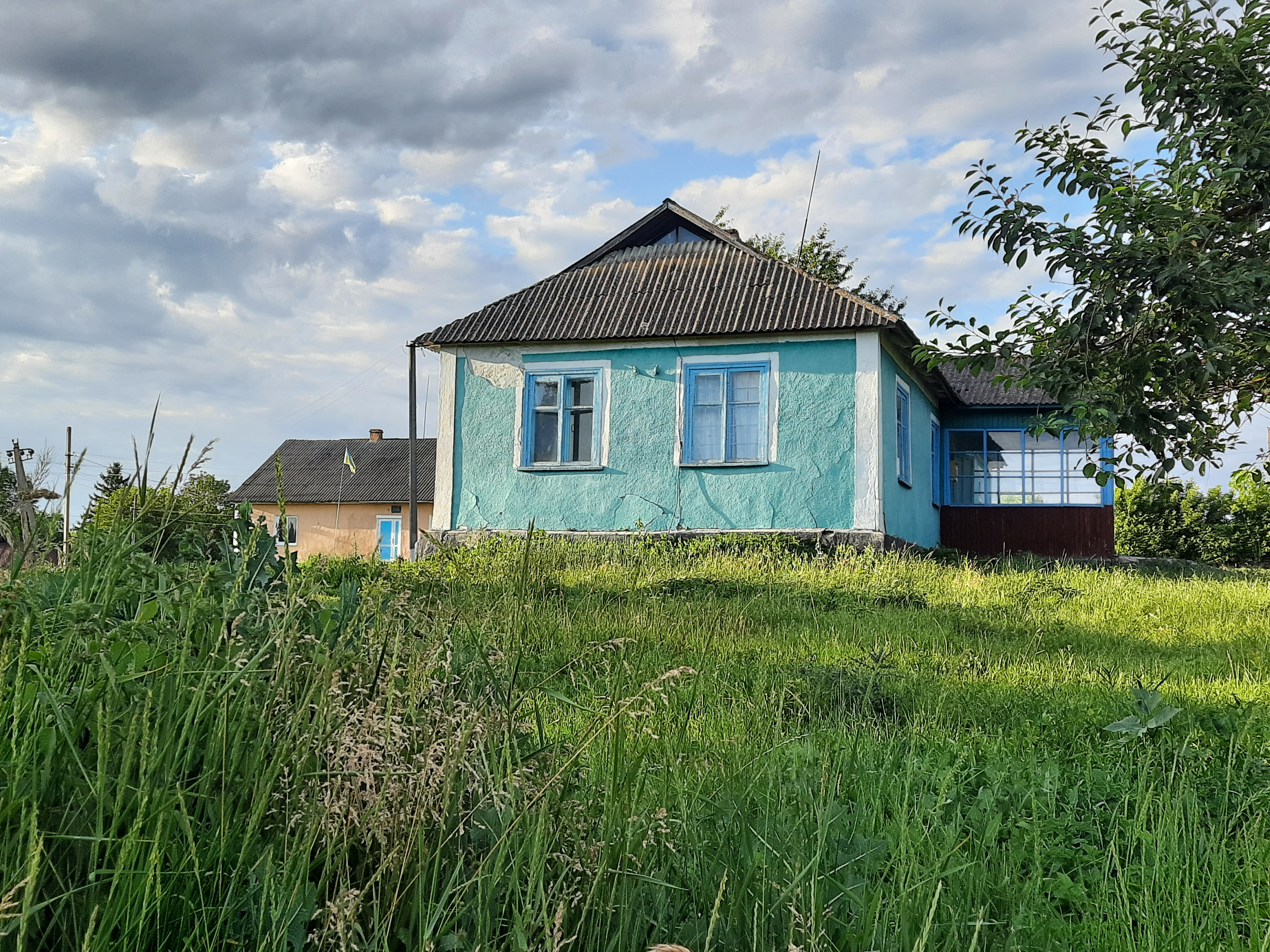
Сільська хата
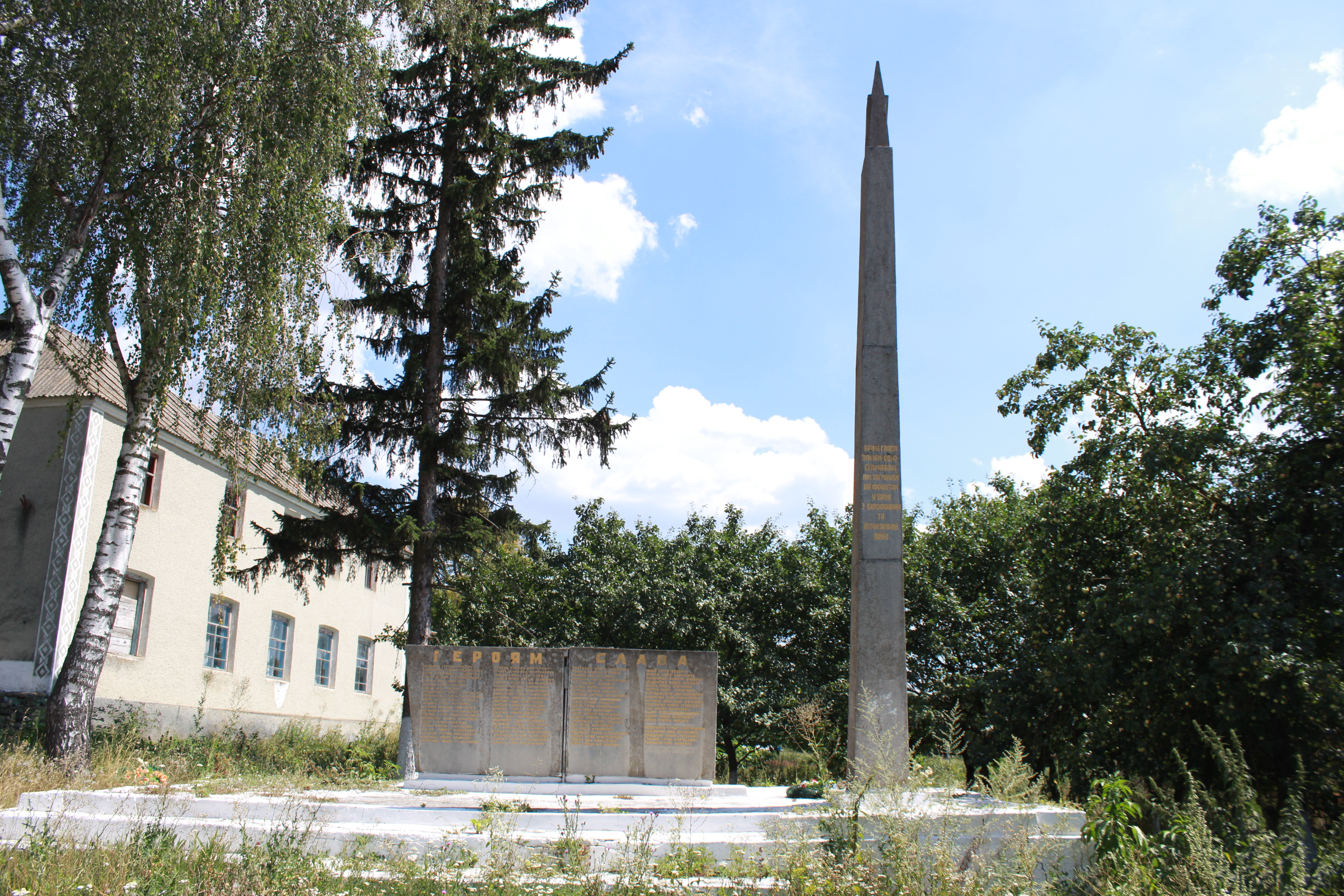
Обеліск
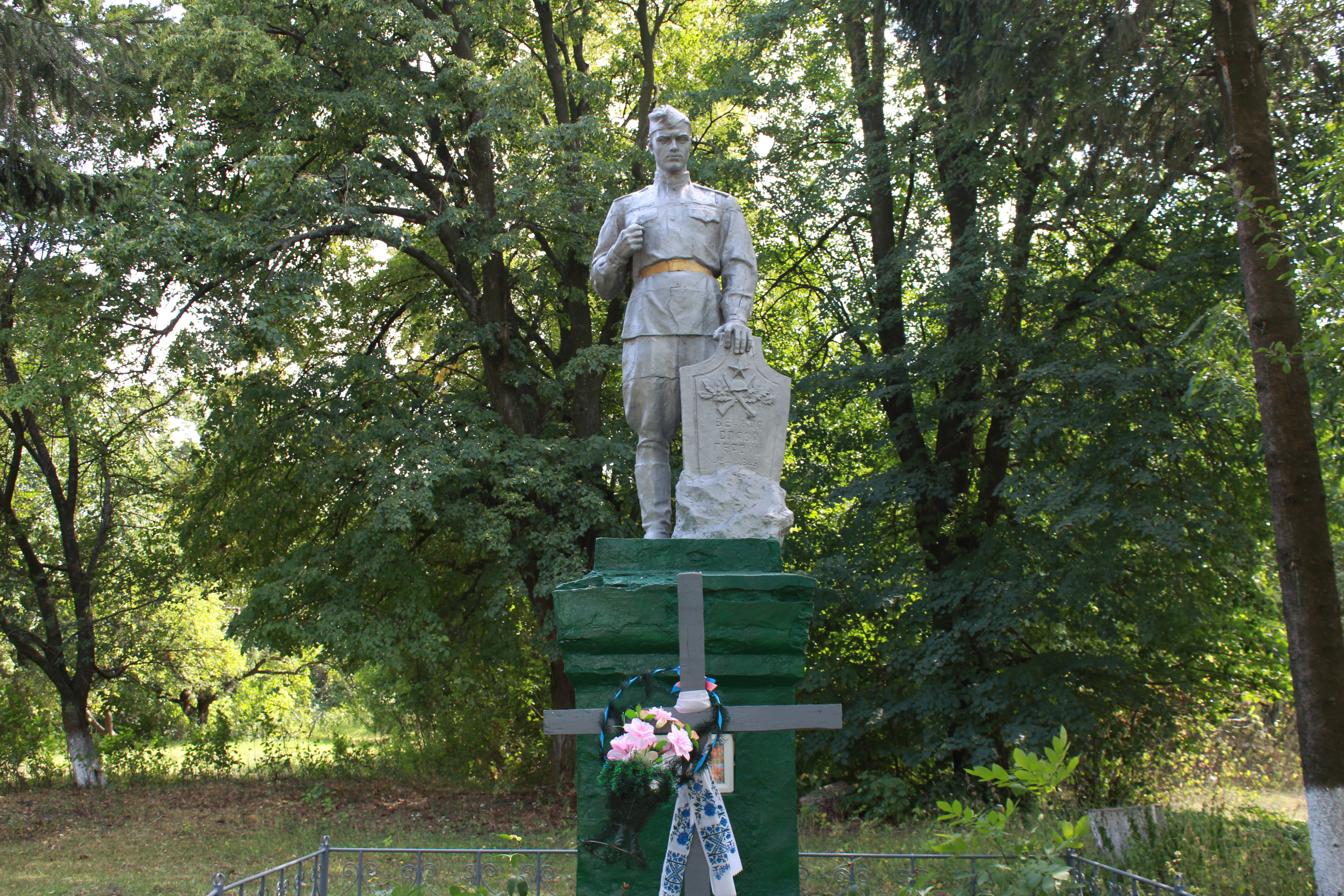
Братська могила рад. воїнів